# كاراس السائح

يعتبر الأنبا كاراس أحد أعظم قديسي الكنيسة الجامعة الرسولية.

## معنى اسمه
هو اسم فارسي ينطق بالفارسية كوروش ومعناه سيد أو سلطان.

## حياته
ولد الأنبا كاراس بالنصف الأول من القرن الخامس ميلادياً في روما ويعتقد أنه عاش ما يقارب 95 عاماً منها 57 عاماً في البرية.
و قد ذكر عن الأنبا كاراس أنه كان شقيقاً للملك ثيؤدسيوس.
مرضت زوجة الملك ثيؤدسيوس فطلبت منه السفر إلى مصر لعلها تجد من قديسيها من يصلي لأجلها فوافق طلبها وأرسل معها أخاه الأمير كاراس وقد شفيت على يد القديس أباهور.
بعد هذه المعجزة شعر القديس كاراس بزوال العالم فقرر التوجه إلى البرية وعاش فيها سنين كثيرة لم ير فيها وجه إنسان حتى جاء لزيارته الأنبا بموا الذي دون سيرته وقام بتكفينه ودفنه.

## رواية الأنبا بموا عنه

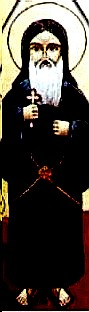
القديس الأنبا بموا

يقول انبا بموا عنه: " اعلموا يا اخوتى بما يجرى في يوم من الايام كنت جالسا في الكنيسة. فسمعت صوتا يقول لى ثلاث مرات يا بموا يا بموا يا بموا. وهنا لفت انتباهى ان هذا الصوت من السماء وغير مألوف لدى إذ ينادينى أحد بأسمى كثيرا.
فرفعت عينى إلى السماء وقلت تكلم يا رب فان عبدك سامع. فقال لى الصوت: قم يا بموا واسرع عاجلا إلى البرية الجوانية حيث تلتق بالانبا كاراس فتأخذ بركتة. لأنه مكرم عندى جدا أكثر من كل أحد لأنه كثيرا ما تعب من اجلى وسلامى يكون معك فخرجت من الكنيسة وسرت في البرية وحدى في فرح عظيم وانا لست اعلم الطريق في يقين تابت ان الرب الذي امرنى سوف يرشدني.

ومضى ثلاث أيام وانا اسير في الطريق وحدى. وفي اليوم الرابع وصلت إلى أحد المغارات. وكان الباب مغلقا بحجر كبير. فتقدمت إلى الباب وطرقتة كعادة الرهبان وقلت اغابى (محبة) بارك على يا ابى القديس وللوقت سمعت صوتا يقول لى جيد ان تكون هنا يا بموا كاهن كنيسة جبل شيهيت الذي استحق ان يكفن القديسة الطوباوية ايلارية ابنة الملك زينون. ثم فتح لى الباب ودخلت وقبلنى وقبلتة ثم جلسنا نتحدث بعظائم الله ومجدة. فقلت له يا ابى القديس هل يوجد في هذا الجبل قديس اخر يشبهك. فتطلع إلى وجهى واخذ يتنهد ثم قال لى يا ابى الحبيب يوجد بالبرية الجوانية قديس عظيم العالم لا يستحق وطأة واحدة من قدمية وهو الانبا كاراس. وهنا وقفت ثم قلت له: اذن يا ابى من أنت. فقال لى: انا اسمى سمعان القلاع وانا لى اليوم ستون سنة لم انظر في وجة إنسان واتقوت في كل يوم سبت بخبزة واحدة اجدها موضوعة على هذا الحجر الذي تراة خارج المغارة.

وبعد ان تباركت منه سرت في البرية ثانية ثلاث أيام بين الصلاة والتسبيح حتى وصلت إلى مغارة أخرى كان بابها مغلق فقرعت الباب وقلت: بارك على يا ابى القديس. فأجابنى: حسنا قدومك إلينا يا قديس الله الانبا بموا الذي استحق ان يكفن القديسة الطوباوية ايلارية ابنة الملك زينون. ادخل بسلام فدخلت ثم جلسنا نتحدث وقلت له انى علمت ان في هذه البرية قديس اخر يشبهك. فاذا به يقف ويتنهد قائلا لى: الويل لى اعرفك يا ابى ان داخل هذه البرية قديس عظيم صلواتة تبطل الغضب الذي ياتى من السماء. هذا هو حقا شريك للملائكة. فقلت له: وما هو اسمك يا ابى القديس. فقال لى: اسمى أبامود القلاع ولى في البرية تسعة وسبعون سنة واعيش على هذا النخبل الذي يطرح لى التمر واشكر المسيح.

وبعد ان باركنى خرجت من عندة بفرح وسلام وسرت قليلا.
واذا بى اجد انى لا استطيع ان انظر الطريق ولا استطيع ان اسير وبعد مضى بعض الوقت فتحت عينى فوجدت نفسى اسير امام مغارة في صخرة في جبل فتقدمت ناحية الباب وقرعته وقلت اغابى وللوقت تكلم معى صوت من الداخل قائلا: حسنا انك اتيت اليوم يا انبا بموا قديس الله الذي استحق ان يكفن جسد القديسة ايلارية ابنة الملك زينون. فدخلت المغارة واخذت انظر الية لمدة طويلة لانة كان ذو هيبة ووقار.
فكان إنسان منير جدا ونعمة الله في وحهة وعيناة مضيئتان جدا وهو متوسط القامة وذو لحية طويلة لم يتبقى فيها الا شعيرات سوداء قليلة ويرتدى جلبابا بسيطة وهو نحيف الجسم وذو صوت خفيف وفي يده عكاز. ثم قال لى: لقد اتيت اليوم إلى واحضرت معك الموت لان لى زمانا طويل في انتظارك ايها الحبيب ثم قلت له ما هو اسمك يا ابى القديس. فقال لى اسمى كاراس.
قلت له وكم من السنين لك في هذه البرية. فقال منذ سبعة وخمسين سنة لم انظر وجة إنسان وكنت انتظرك بكل فرح واشتياق. ثم مكثت عنده يوما وفي نهاية اليوم مرض قديسنا الانبا كاراس بحمى شديدة وكان يتنهد ويبكى ويقول الذي كنت اخاف منه عمرى كله جائنى فيا رب إلى اين اهرب من وجهك كيف اختفى حقا ما ارهب الساعة كرحمتك يا رب وليس كخطاياى. ولما اشرقت شمس اليوم الثانى كان الانبا كاراس راقدا لا يستطيع الحركة وإذ بنور عظيم يفوق نورالشمس يضئ علي باب المغارة ثم دخل إنسان منير جداً يلبس ملابس بيضاء ناصعة كالشمس. وفي يده اليمني صليب مضئ وكنت في ذلك الحين جالساً عند قدمي القديس الانبا كاراس وقد تملكني الخوف والدهشة وأما هذاً الإنسان النوراني فقد تقدم نحو الأنبا كاراس ووضع الصليب علي وجهه ثم تكلم معه كلاماً كثيراً وأعطاة السلام وخرج. فتقدمت إلي أبينا القديس الأنبا كاراس لأستفسر عن هذا الإنسان الذي له كل هذاً المجد فقال لي بكل ابتهاج هذاً هو السيد المسيح وهذه هي عادته معي كل يوم يأتي إلي ليباركني ويتحدث معي ثم ينصرف فقلت له يا أبي القديس إني أشتهي أن يباركني رب المجد.
فقال لي أنك قبل أن تخرج من هذاً المكان سوف تري الرب يسوع في مجدة ويباركك ويتكلم معك أيضاً ولما بلغنا اليوم السابع من شهر أبيب وجدت الأنبا كاراس قد رفع عينية إلي السماء وهي تنغمر بالدموع ويتنهد بشدة. ثم قال لي أن عموداً عظيماً قد سقط في صعيد مصر وخسرت الأرض قديساً لا يستحق العالم كله أن يكون موطئاً لقدميه. إنه القديس الأنبا شنودة رئيس المتوحدين وقد رأيت روحه صاعدة إلي علو السماء وسط ترتيل الملائكة وأسمع بكائاً وعويلاً علي أرض صعيد مصر كلها وقد اجتمع الرهبان حول جسد القديس المقدس يتباركون منة وهو يشع نوراً.
ولما سمعت هذاً احتفظت بتاريخ نياحة الأنبا شنودة وهو السابع من أبيب.

وفي اليوم التالي أي الثامن من أبيب اشتد المرض علي أبينا القديس الأنبا كاراس وفي منتصف هذاً اليوم ظهر نور شديد يملأ المغارة ودخل إلينا مخلص العالم وأمامة رؤساء الملائكة ذو الستة أجنحة وأصوات التسابيح هنا وهناك مع رائحة بخور. وكنت جالساً عند قدمي الأنبا كاراس فتقدم السيد المسيح له المجد وجلس عند رأس القديس الأنبا كاراس الذي أمسك بيد مخلصنا اليمني وقال له من أجلي يا ربي وإلهي بارك علية لأنة قد أتي من كورة بعيدة لأجل هذاً اليوم فنظر رب المجد إلي وقال سلامي يكون معك يا بموا الذي رأيته وسمعته تقوله وتكتبه لأجل الانتفاع به.
أما أنت يا حبيبي كاراس:-
فكل إنسان يعرف سيرتك ويذكر اسمك علي الأرض فيكون معه سلامي وأحسبه مع مجمع الشهداء والقديسين.
وكل إنسان يقدم خمراً أو قرباناً أو بخوراً أو زيتاً أو شمعاً تذكاراً لاسمك أنا أعوضه أضعافاً في ملكوت السموات.
ومن يشبع جائعاً أو يسقي عطشاناً أو يكسى عرياناً أو يأوي غريباً باسمك أنا أعوضه أضعافاً في ملكوتي.
ومن يكتب سيرتك المقدسة أكتب اسمه في سفر الحياة.
ومن يعمل رحمة لتذكارك أعطية ما لم تراه عين وما لم تسمع به أذن وما لم يخطر علي قلب بشر.
والآن يا حبيبي كاراس أريدك أن تسألني طلبة أصنعها لك قبل انتقالك.
فقال له الأنبا كاراس لقد كنت أتلو المزامير ليلاً ونهاراً وتمنيت أن أنظر داود النبي وأنا في الجسد. وفي لمح البصر جاء داود وهو يمسك بيده قيثارته وينشد مزموره (هذاً هو اليوم الذي صنعه الرب فالنفرح ونبتهج به). فقال الأنبا كاراس إنني أريد أن أسمع العشرة دفعه واحدة والألحان والنغمات معا فحرك داود قيثارته وقال كريم أمام الرب موت أحبائه وبينما داود يترنم بالمزامير وقيثارته وصوته الجميل.
وبينما القديس في ابتهاج عظيم إذ بنفس القديس تخرج من جسده المقدس إلي حضن مخلصنا الصالح الذي أخذها وأعطاها إلى ميخائيل رئيس الملائكة ثم ذهبت أنا بموا وقبلت جسد القديس كاراس وكفنته فأشار لي الرب بالخروج من المغارة فخرجت ثم خرج هو مع الملائكة بتراتيل وتسابيح أمام نفس القديس وتركنا الجسد في المغارة ووضع رب المجد يده عليها فسارت وكأن ليس لها باب قط وصعد الكل إلي السماء بفرح.
وبقيت أنا وحدي واقفاً في هذاً الموضع حتى غاب عني هذاً المنظر الجميل وعندما فتحت عيني وجدت نفسي أمام مغارة الأنبا أبامود القلاع فمكثت عنده ثلاثة أيام ثم تركته وذهبت إلي الأنبا سمعان القلاع ومكثت عنده ثلاثة أيام أخرى ثم تركته ورجعت إلي جبل شيهيت حيث كنيستي.
وهناك قابلت الإخوة كلهم وقلت لهم سيره القديس الطوباوي الأنبا كاراس السائح العظيم وكلام قديسنا عن نياح الأنبا شنوده رئيس المتوحدين. وبعد خمسه أيام جائت رسالة من صعيد مصر تقول أن القديس الأنبا شنوده رئيس المتوحدين قد تنيح بسلام في نفس اليوم الذي رآه الأنبا كاراس."

## تذكار نياحته
تنيح الأنبا كاراس عام 451 م في الثامن من أبيب (ثاني يوم نياحة الأنبا شنودة رئيس المتوحدين كما هو مذكور في السنكسار القبطي).